# Acrobates pygmaeus
L'acrobata pigmeo (Acrobates pygmaeus) è un marsupiale dell'ordine dei Diprotodonti e della famiglia Acrobatidae, endemico dell'Australia. 
È l'unica specie del genere Acrobates ed è il più piccolo mammifero planatore.

## Descrizione
Ha le dimensioni di un piccolo topolino: la lunghezza del corpo può variare tra 65 e 80 mm, il peso tra 10 e 14 g. Una membrana di pelle (patagio) tra le zampe anteriori e quelle posteriori gli permette di planare da un albero all'altro compiendo voli anche di 25 metri. La coda, lunga come il resto del corpo e dotata di una doppia fila di peli ispidi che la fanno assomigliare a un pettine doppio, è prensile ma ha anche la funzione di controllare il volo.
Il colore è grigio, più chiaro sul lato ventrale, con macchie scure intorno agli occhi

## Biologia
Di abitudini notturne, si nutre di insetti, larve, nettare e polline. Gruppi numerosi fino a 20 individui possono formarsi, ma anche rapidamente sciogliersi.

## Distribuzione, habitat e conservazione
La specie è diffusa lungo la costa orientale dell'Australia, dove è comune, e non è considerata in pericolo. La sua presenza in Nuova Guinea è dubbia. Vive in diversi habitat, soprattutto forestali e montani.

## Curiosità
Viene citato in uno sketch comico da Paolo Bonolis e Luca Laurenti durante una puntata di Ciao Darwin, dove viene erroneamente indicato come un uccello dell'Africa subsahariana.